# Bois-Jérôme-Saint-Ouen
Bois-Jérôme-Saint-Ouen ist eine französische Gemeinde mit 744 Einwohnern (Stand: 1. Januar 2022) im Département Eure in der Region Normandie. Sie gehört zum Arrondissement Les Andelys und zum Kanton Les Andelys. 

## Geographie
Bois-Jérôme-Saint-Ouen liegt etwa 45 Kilometer ostsüdöstlich von Rouen.

### Nachbargemeinden
Umgeben ist Bois-Jérôme-Saint-Ouen von den Nachbargemeinden Vernon im Norden und Westen, Heubécourt-Haricourt im Norden und Nordosten, Gasny im Osten, Sainte-Geneviève-lès-Gasny im Süden und Südosten sowie Giverny im Süden.

## Bevölkerungsentwicklung
| Jahr      | 1962 | 1968 | 1975 | 1982 | 1990 | 1999 | 2006 | 2013 |
| Einwohner | 298  | 369  | 387  | 452  | 634  | 677  | 730  | 743  |

## Sehenswürdigkeiten
- Kirche Saint-Sulpice
- Schloss La Mare aus dem 19. Jahrhundert
- Grabmal von Pierre Seyer du Grand-Val von 1826, seit 1933 Monument historique

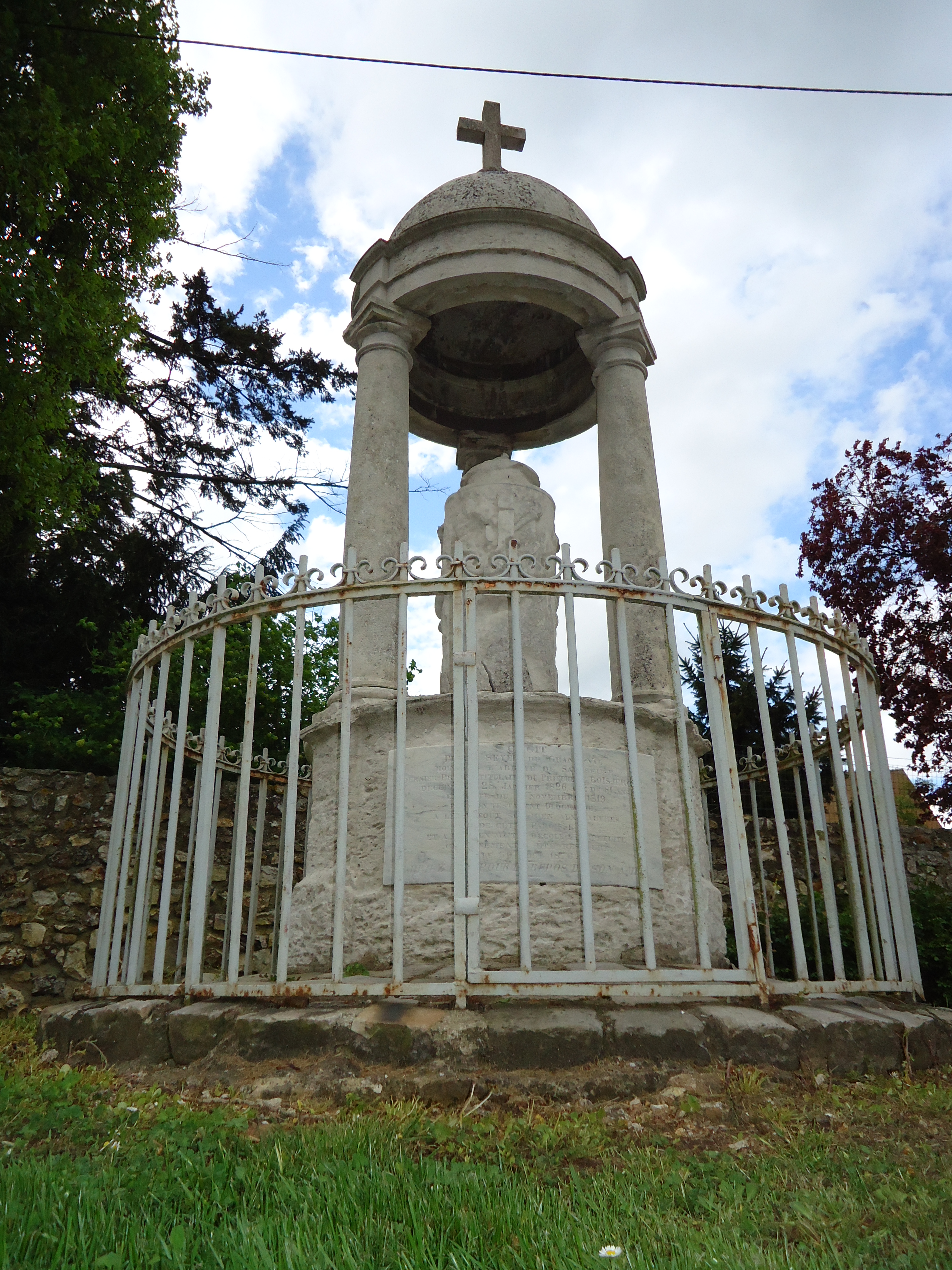
Grabmal von Pierre Seyer du Grand-Val